# Antigonaria arenaria
Antigonaria arenaria (лат.) — вид бескишечных турбеллярий, единственный в роде Antigonarua и семействе Antigonariidae, а также в надсемействе Antigonarioidea. Представители вида были обнаружены в 1964 году на территории Германии и описаны в 1968 немецким биологом Йюргеном Дёрьесом. Обитают в песке сублиторали.